# Saint-Étienne-du-Grès
 Saint-Étienne-du-Grès  es una comuna y población de Francia, en la región de Provenza-Alpes-Costa Azul, departamento de Bocas del Ródano, en el distrito de Arlés y cantón de Tarascon.
Su población en el censo de 1999 era de 2.103 habitantes.
Está integrada en la Communauté de communes de la Vallée des Baux .

## Demografía
| 1 214 | 1 421 | 1 484 | 1 601 | 1 863 | 2 103 |
| Para los censos de 1962 a 1999 la población legal corresponde a la población sin duplicidades (Fuente: INSEE [Consultar]) |       |       |       |       |       |

- Datos: Q204383
- Multimedia: Saint-Étienne-du-Grès / Q204383

1. ↑  Worldpostalcodes.org, código postal n.º 13103.
2. ↑  INSEE, Datos de población para el año 2012 de Saint-Étienne-du-Grès (en francés).